# Johan August Ekman
Johan August Ekman, född den 26 november 1845 i Hjälstad i Västergötland, död den 30 november 1913 i Uppsala, var en svensk teolog och ärkebiskop 1900–1913. 

## Biografi
Ekman genomgick Mariestads lägre allmänna läroverk och avlade mogenhetsexamen vid Skara höre elementarläroverk 1865. Han blev student 1867, prästvigdes 1873, blev professor vid Uppsala universitet 1887 och biskop i Västerås 1898. Han utsågs till ärkebiskop 1900.
I förhållande till företrädaren Anton Niklas Sundberg och efterträdaren Nathan Söderblom har Ekmans insats som ärkebiskop fått ett tämligen svalt eftermäle. I själva verket utgjorde hans ärkebiskopstid ett på flera plan  expansivt och konsoliderande skede som Söderblom i efterhand kunde bygga vidare på. Bland annat rör detta de fördjupade ekumeniska kontakterna med den anglikanska kyrkan. Under Ekmans ärkebiskopstid kom vidare den kyrkosyftande församlingsrörelsens program att alltmer omsättas i praktik bland annat genom den 1903 tillkomna Allmänna svenska prästföreningen och från 1910 genom Svenska kyrkans diakonistyrelse i vars tillkomstprocess Ekman spelade en avgörande roll tillsammans med ecklesiastikministern Hugo Hammarskjöld. Ekman kunde bidra till dessa expansiva drag genom sitt effektiva utnyttjande av de formella aspekterna av sitt ledarskap, till skillnad från Söderblom som snarare litade till de informella sidorna av ledarskapet och till sin självförbrännande karisma. Ekman var i jämförelse en mästare på formalia och kunde nå konsensus i komplicerade sammanträdessituationer, kongenialt med den rådande byråkratiska förvaltningsmodellens principer.
Som biskop i Västerås valdes han till hedersledamot av Västmanlands-Dala nation vid Uppsala universitet.

### Familj
Johan August Ekman var son till husaren vid Livregementets husarkår Olof Ekman och Maria, född Johansdotter. 
Han var gift med Hilma Ingeborg Petersson, född 2 mars 1854 i Skedevi socken i Östergötland, död 1 december 1934 i Uppsala, dotter till bruksinspektoren vid Reijmyre glasbruk Lars Johan Petersson och hans första hustru Carolina (dotter till Eric Ericsson i Ruda). Paret fick inte några barn.  
Han avled 30 november 1913 på Akademiska sjukhuset i Uppsala och gravsattes 5 december 1913 på Uppsala gamla kyrkogård.